# Манна каша
Манна каша — каша, зварена з манних круп. Зазвичай манну кашу готують на молоці. За консистенцією вона може бути рідка або ж густа, як пудинг.

## Калорійність та поживні речовини
Манна каша на молоці має 98 кілокалорій.
Якщо врахувати, що манна каша вариться зазвичай на молоці, то в ній є всі речовини, що є в молоці, але сама манка далеко не є найкориснішою крупою, тому що манна крупа містить мало клітковини, вітамінів групи В, мікро- та макро- елементів. Тоді як в молоці є багато кальцію, фосфору також там є білок (до 4 грам), жири (залежно від молока у знежиреному 0,05 %, у звичайному до 3,5 % жиру), вуглеводи (лактоза), вітамін В12, вітамін D та багато інших корисних поживних речовин.